# Викторовка (Волновахский район)
Викторовка (укр. Вікторівка) — село на Украине, находится в Волновахском районе  Донецкой области.
Код КОАТУУ — 1421584003. Население по переписи 2001 года составляет 20 человек. Почтовый индекс — 85734. Телефонный код — 6244.

## Местный совет
Село Викторовка относится к Николаевскому сельскому совету.
Адрес местного совета: 85734, Донецкая область, Волновахский р-н, с. Николаевка, ул. Ленина, 36-а.